# SMS Prinz Heinrich
SMS Prinz Heinrich là một tàu tuần dương bọc thép được Hải quân Đế quốc Đức chế tạo vào giai đoạn chuyển sang Thế kỷ 20, là chiếc duy nhất trong lớp của nó, được đặt tên theo Hoàng tử Henry, em trai của Kaiser Wilhelm II. Prinz Heinrich được chế tạo tại Xưởng tàu Đế chế ở Kiel, được đặt lườn vào năm 1898 và hoàn tất vào tháng 3 năm 1902 với chi phí 16.588.000 Mác. Thiết kế của Prinz Heinrich là một phiên bản được cải tiến từ chiếc tàu tuần dương bọc thép dẫn trước Fürst Bismarck, đánh đổi một dàn pháo chính nhỏ hơn để có tốc độ nhanh hơn và vỏ giáp bảo vệ toàn diện hơn. Con tàu mở đầu cho một xu hướng mới cho các tàu tuần dương bọc thép tiếp theo, khi tập trung dàn hỏa lực hạng hai phía giữa tàu thay vì phân bố suốt chiều dài con tàu như trên chiếc Fürst Bismarck.
Prinz Heinrich đã phục vụ cùng hạm đội Đức trong hầu hết quãng đời hoạt động của nó. Sau khi Chiến tranh Thế giới thứ nhất nổ ra vào tháng 8 năm 1914, con tàu đã tham gia chiến dịch tại vùng bờ biển nước Anh vào tháng 12 năm 1914 trước khi được chuyển sang khu vực biển Baltic. Tại đây nó chiến đấu chống lại Hải quân Nga và đã tham dự Trận chiến vịnh Riga vào tháng 8 năm 1915, nơi nó gây hư hại một tàu khu trục Nga. Đến năm 1916, con tàu được rút khỏi hoạt động thường trực nơi tuyến đầu để sử dụng trong nhiều vai trò khác nhau tại Kiel, kể cả như một sở chỉ huy nổi cho ban tham mưu hải quân. Prinz Heinrich cuối cùng bị bán vào năm 1920 để tháo dỡ.

## Thiết kế
Đạo luật Hải quân thứ hai của Đức thông qua vào năm 1900 cho phép sở hữu một lực lượng mười bốn tàu tuần dương bọc thép nhằm hoạt động tại các thuộc địa của Đức ở nước ngoài. Tuy nhiên, Hải quân Đức cũng đòi hỏi những tàu tuần dương để hoạt động cùng hạm đội, nên dự định thiết kế những con tàu đáp ứng được cả hai vai trò, chủ yếu là do kinh phí bị giới hạn. Chiếc đầu tiên ra đời theo Luật Hải quân 1900, Prinz Heinrich, là một phiên bản cải tiến của chiếc tàu tuần dương bọc thép dẫn trước Fürst Bismarck, trang bị ít pháo hơn và vỏ giáp mỏng hơn để đổi lấy tốc độ cao và giảm chi phí. Thiết kế cũng mở đầu cho một xu hướng mới tập trung dàn hỏa lực hạng hai phía giữa tàu; trên chiếc Fürst Bismarck dàn pháo hạng hai được phân bố suốt chiều dài con tàu. Mọi tàu tuần dương bọc thép tiếp theo đều là sự phát triển dựa trên Prinz Heinrich. Prinz Heinrich được đặt lườn vào năm 1898 tại Xưởng tàu Đế chế ở Kiel. Nó được hạ thủy vào ngày 22 tháng 3 năm 1900 và hoàn tất không đầy hai năm sau đó, vào ngày 11 tháng 3 năm 1902. Chiếc tàu tuần dương mới đã làm tiêu tốn của Chính phủ Đế quốc Đức 16.588.000 Mác.

### Các đặc tính chung
Prinz Heinrich có chiều dài ở mực nước 124,9 mét (410 ft) và chiều dài chung là 126,5 m (415 ft); mạn thuyền rộng 19,6 m (64 ft) và mớn nước sâu 7,65 m (25,1 ft) phía trước và 8,07 m (26,5 ft) phía sau. Con tàu có trọng lượng choán nước 8.887 tấn (8.747 tấn Anh; 9.796 tấn Mỹ) khi chế tạo, và lên đến 9.806 t (9.651 tấn Anh; 10.809 tấn Mỹ) khi đầy tải chiến đấu. Lườn tàu được cấu trúc từ những khung thép ngang và dọc, bao gồm mười ba ngăn kín nước và một đáy kép chiếm 57% chiều dài con tàu. Hải quân Đức đánh giá nó như một tàu đi biển tốt, chuyển động nhẹ nhàng, nhưng có xu hướng lật nghiêng nặng khi bẻ lái. Nó có chiều cao khuynh tâm 0,73 m (2 ft 5 in). Prinz Heinrich được vận hành bởi một thủy thủ đoàn bao gồm 35 sĩ quan và 532 thủy thủ, và trong giai đoạn nó đảm trách vai trò tàu chỉ huy thứ hai của Hải đội Tuần dương, thủy thủ đoàn tiêu chuẩn được bổ sung thêm chín sĩ quan và 44 thủy thủ. Nó mang theo một số xuồng nhỏ, bao gồm hai xuồng gác, một xuồng đổ bộ, một xuồng chèo, hai ca-nô, hai xuồng yawl và hai xuồng nhỏ.

### Hệ thống động lực
Hệ thống động lực của Prinz Heinrich  bao gồm ba động cơ hơi nước bành trướng 4 xy-lanh. Trục động cơ giữa được nối với chân vị bốn cánh đường kính 4,28 m (14,0 ft), trong khi hai trục bên nối với chân vịt bốn cánh đường kính 4,65 mét (15,3 ft). Hơi nước đến các động cơ được cung cấp từ mười bốn nồi hơi Dürr do hãng Düsseldorf-Ratinger Röhrenkesselfabrik sản xuất, tạo ra áp lực cho đến 15 atmôtphe chuẩn (1.500 kPa). Hệ thống động lực này tạo ra công suất tối đa 15.000 mã lực chỉ (11.000 kW) và cho phép con tàu đạt được tốc độ tối đa 20 hải lý trên giờ (37 km/h; 23 mph); cho dù khi chạy thử máy nó đạt đến công suất 15.694 ihp (11.703 kW) nhưng tốc độ tối đa chỉ đạt 19,9 kn (36,9 km/h; 22,9 mph). Nó được thiết kế để mang theo 900 t (890 tấn Anh; 990 tấn Mỹ) than, mặc dù các chỗ trống bổ sung trên tàu cho phép mang tối đa 1.590 t (1.560 tấn Anh; 1.750 tấn Mỹ). Điều này cho phép nó có tầm hoạt động tối đa 2.290 hải lý (4.240 km; 2.640 mi) ở tốc độ 18 kn (33 km/h; 21 mph), và lên đến 4.580 nmi (8.480 km; 5.270 mi) nếu đi ở tốc độ đường trường 10 kn (19 km/h; 12 mph).

### Vũ khí
Prinz Heinrich được trang bị nhiều kiểu vũ khí khác nhau. Dàn pháo chính của nó bao gồm hai khẩu 24 cm (9,4 in) SK L/40 bắn nhanh đặt trên tháp pháo nòng đơn bố trí ở hai đầu của cấu trúc thượng tầng. Chúng được cung cấp 75 quả đạn pháo cho mỗi khẩu pháo, có thể hạ cho đến góc −4° và nâng tối đa cho đến góc 30°, cho phép có được tầm bắn tối đa 16.900 m (18.500 yd). Các khẩu pháo bắn ra đạn pháo nặng 140 kg (310 lb) với lưu tốc đầu đạn 835 m/s (2.740 ft/s). Một dàn pháo hạng hai gồm mười khẩu 15 cm (5,9 in) SK L/40 bắn nhanh bổ sung thêm cho dàn pháo chính. Sáu trong số chúng được đặt trong các tháp pháo ụ hai bên mạn phía giữa tàu, trong khi số còn lại đặt trong các tháp pháo trên lườn tàu cao hơn các tháp pháo ụ. Kiểu vũ khí này được cung cấp 120 quả đạn pháo cho mỗi khẩu; đạn pháo nặng 40 kg (88 lb) và được bắn ra với lưu tốc đầu đạn 800 m/s (2.600 ft/s). Chúng có thể nâng tối đa cho đến góc 25°, cho phép đạt được tầm bắn tối đa 13.700 m (15.000 yd).
Chiếc tàu tuần dương mang theo mười khẩu pháo 8,8 cm (3,5 in) SK L/30 bắn nhanh để phòng thủ chống lại tàu phóng lôi; mỗi khẩu được cung cấp 250 quả đạn pháo nặng 7 kg (15 lb) và được bắn ra với lưu tốc đầu đạn 670 m/s (2.200 ft/s), cho phép bắn xa đến 7.300 m (8.000 yd) ở góc nâng tối đa 20°. Prinz Heinrich ban đầu còn có bốn khẩu pháo tự động nhưng sau đó bị tháo dỡ. Con tàu còn được trang bị bốn ống phóng ngư lôi 45 cm (18 in), được phân bố gồm một đặt trên bệ xoay phía đuôi tàu, một ống phóng ngầm dưới mực nước phía trước mũi và một ống phóng ngầm mỗi bên mạn tàu ngang với tháp pháo phía trước.

### Vỏ giáp
Prinz Heinrich được bảo vệ bởi vỏ giáp Krupp. Đai giáp của nó dày 100 milimét (3,9 in) ở phần giữa con tàu để bảo vệ hầm đạn, động cơ và các phần thiết yếu của con tàu. Độ dày của đai giáp giảm còn 80 mm (3,1 in) ra hai đầu, trong khi mũi và đuôi tàu hoàn toàn không có đai giáp. Toàn bộ chiều dài của đai giáp được lót thêm bên trong những tấm gỗ tếch với độ dày tương đương. Sàn tàu bọc thép dày 35–40 mm (1,4–1,6 in) và được nối với đai giáp bởi lớp giáp nghiêng dày 50 mm (2,0 in) phía mạn tàu.
Tháp chỉ huy phía trước có các lớp giáp mặt hông dày 150 mm (5,9 in) và lớp vỏ giáp trên nóc dày 30 mm (1,2 in); tháp chỉ huy phía sau được bảo vệ kém hơn khi chỉ được che phủ các tấm thép dày 12 mm (0,47 in). Tháp pháo chính các các mặt hông dày 150 mm (5,9 in) và nóc dày30 mm (1,2 in); tháp pháo 15 cm có vỏ giáp dày 100 mm (3,9 in), trong khi các tháp pháo ụ được bảo vệ bởi các tấm chắn thép dày 70 mm (2,8 in). Bản thân ụ tháp pháo được bọc thép dày 100 mm (3,9 in).

## Lịch sử hoạt động

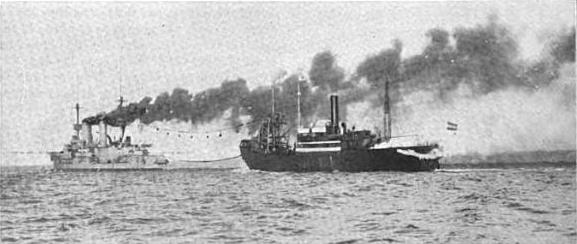
Prinz Heinrich đang được tiếp than từ chiếc Hermann Sauber

Sau khi được đưa vào hoạt động năm 1902, Prinz Heinrich đã phục vụ cùng Hạm đội Đức; nó là soái hạm của Hải đội Tuần dương cùng với tàu tuần dương bảo vệ Victoria Louise và tám tàu tuần dương hạng nhẹ. Vào tháng 1 năm 1904, chiếc tàu tuần dương đã cùng với hai tàu chở hành khách đi đến thị trấn Ålesund của Na Uy sau một vụ hỏa hoạn đã phá hủy thị trấn này; các con tàu mang theo hàng tiếp tế và thuốc men đến cảng và trợ giúp vào việc cứu nạn. Nó được điều sang Phân đội 2 của Hải đội Tuần dương thuộc hạm đội thường trực vào năm 1905 sau khi chiếc tàu tuần dương bọc thép mới Friedrich Carl được đưa vào hoạt động. Phân đội 2 còn bao gồm các tàu tuần dương hạng nhẹ Arcona, Hamburg và Amazone, vốn được cho phối thuộc cùng Hải đội 2 của hạm đội thường trực. Một phân đội khác, bao gồm một tàu tuần dương bọc thép và ba tàu tuần dương hạng nhẹ, cũng được phối thuộc cho Hải đội 1.
Vào tháng 2 năm 1907, Prinz Heinrich đã tiến hành một loạt các thử nghiệm với thiết bị Miller, được Hải quân Hoa Kỳ sử dụng để tiếp tế nhiên liệu ngoài biển. Thử nghiệm thứ nhất được tiến hành vào ngày 17 tháng 2 cùng với chiếc tàu tiếp than Hermann Sauber; thủy thủ đoàn đã có khả năng chuyển 56 tấn Mỹ (51 t) than trong vòng một giờ. Sang ngày 22 tháng 12, một thử nghiệm khác được tiến hành trong điều kiện thời tiết khắc nghiệt nhưng cũng cho kết quả tương tự. Vào năm 1914, Prinz Heinrich đi vào ụ tàu của Xưởng tàu Đế chế tại Kiel để hiện đại hóa. Sự sắp xếp các đèn pha tìm kiếm được cải tiến, thành tàu chung quanh cấu trúc thượng tầng được tháo dỡ, các cột ăn-ten được hiện đại hóa. Sau các cải tiến này, nó gia nhập trở lại hạm đội.

### Chiến tranh Thế giới thứ nhất
Tiếp theo sau làn sóng tuyên chiến nhau giữa các cường quốc Châu Âu vào cuối tháng 7 năm 1914, Đế quốc Anh đã tuyên chiến với Đế quốc Đức vào ngày 5 tháng 8. Prinz Heinrich đã tham gia đợt tấn công lớn thứ hai của Hải quân Đức tại Bắc Hải, cuộc bắn phá Scarborough, Hartlepool và Whitby vào ngày 15-16 tháng 12 năm 1914. Cùng với tàu tuần dương bọc thép Roon và một chi hạm đội tàu phóng lôi, Prinz Heinrich được giao nhiệm vụ trinh sát cho lực lượng chính của Hạm đội Biển khơi Đức, đặt dưới quyền chỉ huy của Đô đốc Friedrich von Ingenohl. Thành phần hạm đội chủ lực này sẽ hỗ trợ từ xa cho các tàu chiến-tuần dương dưới quyền chỉ huy của Chuẩn đô đốc Franz von Hipper vốn là lực lượng tiến hành cuộc bắn phá. Trong đêm 15 tháng 12, hạm đội chiến trận Đức với khoảng 12 thiết giáp hạm dreadnought và tám thiết giáp hạm tiền-dreadnought đã chỉ ở cách 10 nmi (19 km; 12 mi) một hải đội biệt lập bao gồm sáu thiết giáp hạm Anh. Tuy nhiên, ca8c cuộc đụng độ lẻ tẻ giữa các tàu khu trục hộ tống của hai phía đã khiến đô đốc von Ingenohl tin rằng ông đang phải đối đầu với toàn bộ Hạm đội Grand Anh Quốc. Tuân theo chỉ thị của Kaiser Wilhelm II tránh mạo hiểm hạm đội một cách không cần thiết, von Ingenohl đã tách khỏi trận chiến và quay mũi hạm đội quay trở về vùng biển Đức. Sau chiến dịch này, người ta xác định chiếc tàu tuần dương mười hai tuổi Prinz Heinrich không có chỗ trong hàng ngũ chống lại hạm đội Anh hùng mạnh, nên nó được điều sang biển Baltic để hoạt động chống lại Hạm đội Nga.

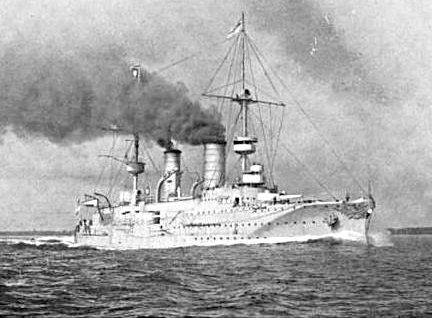
Prinz Heinrich đang di chuyển hết tốc độ

Chuẩn đô đốc Hopman, Tư lệnh lực lượng tuần tiễu tại biển Baltic, tiến hành một chiến dịch tấn công lớn nhắm vào Libau, phối hợp với một nỗ lực của Lục quân Đức để chiếm thành phố. Cuộc tấn công diễn ra vào ngày 7 tháng 5 với lực lượng bao gồm các tàu tuần dương bọc thép Prinz Heinrich, Roon và Prinz Adalbert, chiếc hải phòng hạm cũ Beowulf cùng các tàu tuần dương hạng nhẹ Augsburg, Thetis và Lübeck, được hộ tống bởi một số tàu khu trục, tàu phóng lôi và tàu quét mìn. Đội tuần tiễu 4 thuộc Hạm đội Biển khơi Đức cũng được điều động từ Bắc Hải đến để hỗ trợ cho chiến dịch. Cuộc bắn phá tiến hành như kế hoạch, cho dù tàu khu trục V107 trúng phải một quả thủy lôi trong cảng Libau, làm vỡ tung mũi và phá hủy con tàu. Dù sao cuộc tấn công của Lục quân cũng diễn ra thành công, và họ chiếm đóng được thành phố.
Vào ngày 1 tháng 7, được hộ tống bởi các tàu tuần dương Roon, Augsburg và Lübeck cùng bảy tàu khu trục, tàu rải mìn Albatross đã rải một bãi thủy lôi ở phía Bắc Bogskär. Trên đường quay trở về, hải đội được cho tách làm đôi: Augsburg, Albatross cùng ba tàu khu trục hướng đến Rixhöft trong khi số còn lại đi đến Libau. Augsburg và Albatross bị một lực lượng hải quân Nga hùng hậu dưới quyền Chuẩn đô đốc Mikhail Bakhirev đánh chặn, bao gồm ba tàu tuần dương bọc thép và hai tàu tuần dương hạng nhẹ. Thiếu tướng Hải quân Johannes von Karpf chỉ huy hải đội đã ra lệnh cho chiếc Albatross chậm hơn rút lui đến vùng biển Thụy Điển trung lập đồng thời cầu cứu Roon và Lübeck. Albatross bị mắc cạn ngoài khơi Gotland và Augsburg chạy thoát; hải đội Nga giao chiến trong một lúc ngắn với Roon trước khi hai phía tách ra. Được báo cáo tình hình, Hopman khởi hành cùng với Prinz Heinrich và Prinz Adalbert để trợ giúp von Karpf. Trên đường đi, các tàu tuần dương bọc thép đã đụng độ với tàu ngầm Anh E9, vốn đã bắn trúng một quả ngư lôi vào Prinz Adalbert. Hopman hủy bỏ chiến dịch và quay trở lại cảng cùng với chiếc tàu tuần dương bọc thép bị hư hại.
Lực lượng hải quân Đức tại Baltic được tăng cường thêm những đơn vị thuộc Hạm đội Biển khơi trong quá trình diễn ra Trận chiến vịnh Riga vào tháng 8 năm 1915, một kế hoạch của Đức nhằm đẩy lực lượng Nga ra khỏi vịnh Riga đồng thời rải mìn ngăn chặn ý định phản công của đối phương. Các thiết giáp hạm thuộc Hải đội Chiến trận 1 là lực lượng tấn công chủ lực, cho dù Prinz Heinrich cùng các con tàu cũ hơn phối thuộc cho hạm đội Baltic cũng tham gia. Vào ngày 10 tháng 8, Prinz Heinrich và Roon bắn phá các vị trí phòng thủ của Nga tại Zerel, mũi cực Nam của bán đảo Sworbe thuộc đảo Ösel. Nhiều tàu khu trục Nga neo đậu ngoài khơi Zerel đã hoàn toàn bị bất ngờ, Prinz Heinrich và Roon đã làm hư hại một trong các tàu khu trục đối phương trong cuộc tấn công. Tuy nhiên, sự phòng ngự kiên cường của phía Nga cộng với những báo cáo về hoạt động của tàu ngầm Anh trong khu vực, được chứng tỏ qua việc tàu chiến-tuần dương Moltke trúng ngư lôi vào ngày 19 tháng 8, đã buộc phía Đức phải hủy bỏ chiến dịch.
Bắt đầu từ năm 1916, Prinz Heinrich được cho rút khỏi các hoạt động nơi tuyến đầu để sử dụng như một sở chỉ huy nổi tại Kiel. Dàn vũ khí của nó được tháo dỡ, rồi sau đó được sử dụng như một tàu kho chứa cũng tại Kiel cho đến hết quãng đời phục vụ. Prinz Heinrich được rút khỏi danh sách đăng bạ hải quân vào ngày 25 tháng 1 năm 1920 rồi bị bán để tháo dỡ cuối năm đó. Con tàu bị tháo dỡ tại Audorf-Rendsburg.